# Арам, Моше
Арам Моше (ивр. משה ארם‎; при рождении Мойше Казарновский; 7 августа 1896 года, Ляды, Могилёвская губерния — 14 октября 1978, Израиль) — израильский политический деятель, депутат кнессета пяти созывов.

## Биография
Моше Казарновский родился в местечке Ляды в семье Шаула Казарновского и Блюмы Басиной. Первоначальное образование получил в модернизированном хедере. С 1912 по 1916 учился в еврейской гимназии Ратнера в Гомеле. Высшее образование получил в психоневрологическом институте в Петрограде и на юридическом факультете Московского университета.
Во время Февральской и Октябрьской революций 1917 был активистом партии «Поалей Цион» и членом её центрального комитета в Москве. В 1919 году переехал в Литву, где он возглавлял среднюю школу в Каунасе.
В 1921 году был изгнан из Литвы и переехал в Германию. В 1922—1923 работал в советском посольстве в Берлине.
В 1924 эмигрировал в Эрец-Исраэль. Поселившись в Тель-Авиве, работал на строительстве домов и прокладке дорог. Был членом совета «Поалей Яффо бэТель-Авив» в период с 1924 по 1935. В 1926 году был выбран в совет мэрии Тель-Авива. По приглашению республиканского правительства посетил Испанию во время Гражданской войны. В 1946 член сионистского рабочего комитета и организационного отдела Еврейского агентства.
Входил в состав рабочего комитета профсоюза и возглавлял отдел по мобилизации и демобилизации солдат. Депутат кнессета пяти созывов.
Он умер в 1978 году. Его именем названа улица в квартале Ревивим в Тель-Авиве.